# Los Sauces, Texcoco
Los Sauces är en ort i Mexiko, tillhörande kommunen Texcoco i delstaten Mexiko. Los Sauces ligger i den centrala delen av landet och tillhör Mexico Citys storstadsområde. Orten hade 129 invånare vid folkräkningen 2010.